# 循礼門駅
循礼門駅（じゅんれいもんえき、中文表記: 循礼门站、英文表記: Xunlimen Station）は湖北省武漢市江漢区にある武漢地下鉄1号線の駅である。2号線との乗換駅。

## 駅構造
- 相対式ホーム2面2線の高架駅。

## 駅周辺
- 江漢路（江漢路歩行街）
- 大潤发

## 歴史
- 2004年7月28日 - 江漢路として開業。
- 2010年7月28日 - 江漢路駅を循礼門駅に改称。
- 2012年12月28日 - 2号線が開通。

## 隣の駅
武漢地下鉄
■1号線
大智路駅 - 循礼門駅 - 友誼路駅
■2号線
中山公園駅 - 循礼門駅 - 江漢路駅
座標: 北緯30度35分15秒 東経114度16分52秒 / 北緯30.5874度 東経114.281度